# Grandfontaine (Suíça)
Grandfontaine é uma comuna da Suíça, situada no distrito de Porrentruy, no cantão de Jura. Tem 8,94 km² de área e sua população em 2018 foi estimada em 395 habitantes.